# Orangeville, Ohio
Orangeville är en ort i delstaten Ohio i USA. Den räknas till "Youngstown-Warren-Boardman, OH-PA Metropolitan Statistical Area".

## Historia
Ett postkontor med namnet Orangeville har funnits sedan 1840.
Ursprunget till namnet Orangeville är oklart, det skulle kunna vara taget från Orange, Connecticut.

## Geografi
Orangeville är en av Ohios östligaste samhällen.

## Demografi
| Befolkningsutvecklingen i Orangeville 1960–2010 | Befolkningsutvecklingen i Orangeville 1960–2010 | Befolkningsutvecklingen i Orangeville 1960–2010 | Befolkningsutvecklingen i Orangeville 1960–2010 | Befolkningsutvecklingen i Orangeville 1960–2010 |
| ----------------------------------------------- | ----------------------------------------------- | ----------------------------------------------- | ----------------------------------------------- | ----------------------------------------------- |
|                                                 |                                                 |                                                 |                                                 |                                                 |
| År                                              |                                                 |                                                 | Folkmängd                                       |                                                 |
| 1960                                            | 1960                                            |                                                 | 397                                             |                                                 |
| 1970                                            | 1970                                            |                                                 | 268                                             |                                                 |
| 1980                                            | 1980                                            |                                                 | 223                                             |                                                 |
| 1990                                            | 1990                                            |                                                 | 253                                             |                                                 |
| 2000                                            | 2000                                            |                                                 | 189                                             |                                                 |
| 2010                                            | 2010                                            |                                                 | 197                                             |                                                 |
|                                                 |                                                 |                                                 |                                                 |                                                 |